# حاجی جوادلی
حاجی جوادلی (به لاتین: Hacıcavadlı) یک منطقه مسکونی در جمهوری آذربایجان است که در شهرستان جلیل‌آباد واقع شده است. حاجی جوادلی ۵۸۰ نفر جمعیت دارد.